# The Maggot
The Maggot – dziesiąty album studyjny zespołu Melvins wydany w 1999 roku przez firmę Ipecac Recordings. 

## Lista utworów
1. "Amazon" 0:50
2. "Amazon" 0:51
3. "AMAZON" 2:50
4. "AMAZON" 2:53
5. "We All Love JUDY" 1:14
6. "We All Love JUDY" 1:17
7. "Manky" 3:41
8. "Manky" 3:45
9. "The Green Manalishi (With the Two-Pronged Crown)" Green 3:27
10. "The Green Manalishi (With the Two-Pronged Crown)" Green 3:27
11. "The Horn Bearer" 1:12
12. "The Horn Bearer" 1:15
13. "Judy" 1:17
14. "Judy" 1:18
15. "See How Pretty, See How Smart" 4:29
16. "See How Pretty, See How Smart" 6:04

## Twórcy
- Buzz Osborne – gitara basowa, gitara, wokal
- Dale Crover – perkusja, gitara, wokal
- Kevin Rutmanis – gitara basowa, krzyk, slide bas
- Tim Green – inżynier, producent